# Dermogenys vogti
Dermogenys vogti är en fiskart som beskrevs av Brembach 1982. Dermogenys vogti ingår i släktet Dermogenys och familjen Hemiramphidae. Inga underarter finns listade i Catalogue of Life.